# Embalse de Riosequillo
El embalse de Riosequillo está situado en el curso medio del río Lozoya, en la sierra de Guadarrama, Comunidad de Madrid. Fue inaugurado en 1958 y es el segundo embalse que retiene el río a lo largo de su curso, aunque fue cabecera hasta 1967, fecha en que fue inaugurado el embalse de Pinilla. Forma parte de la red de embalses del Canal de Isabel II, compañía que suministra el agua potable a la capital de España y a buena parte de la Comunidad de Madrid.

## Historia
Después de la Guerra Civil la población de la ciudad de Madrid aumentó notablemente, y con ello la demanda de agua potable. Esto llevó a los Gobiernos de la época a pensar en un nuevo embalse para aumentar la capacidad reguladora de la cuenca del río Lozoya, aguas arriba de los embalses ya existentes de Puentes Viejas y El Villar.

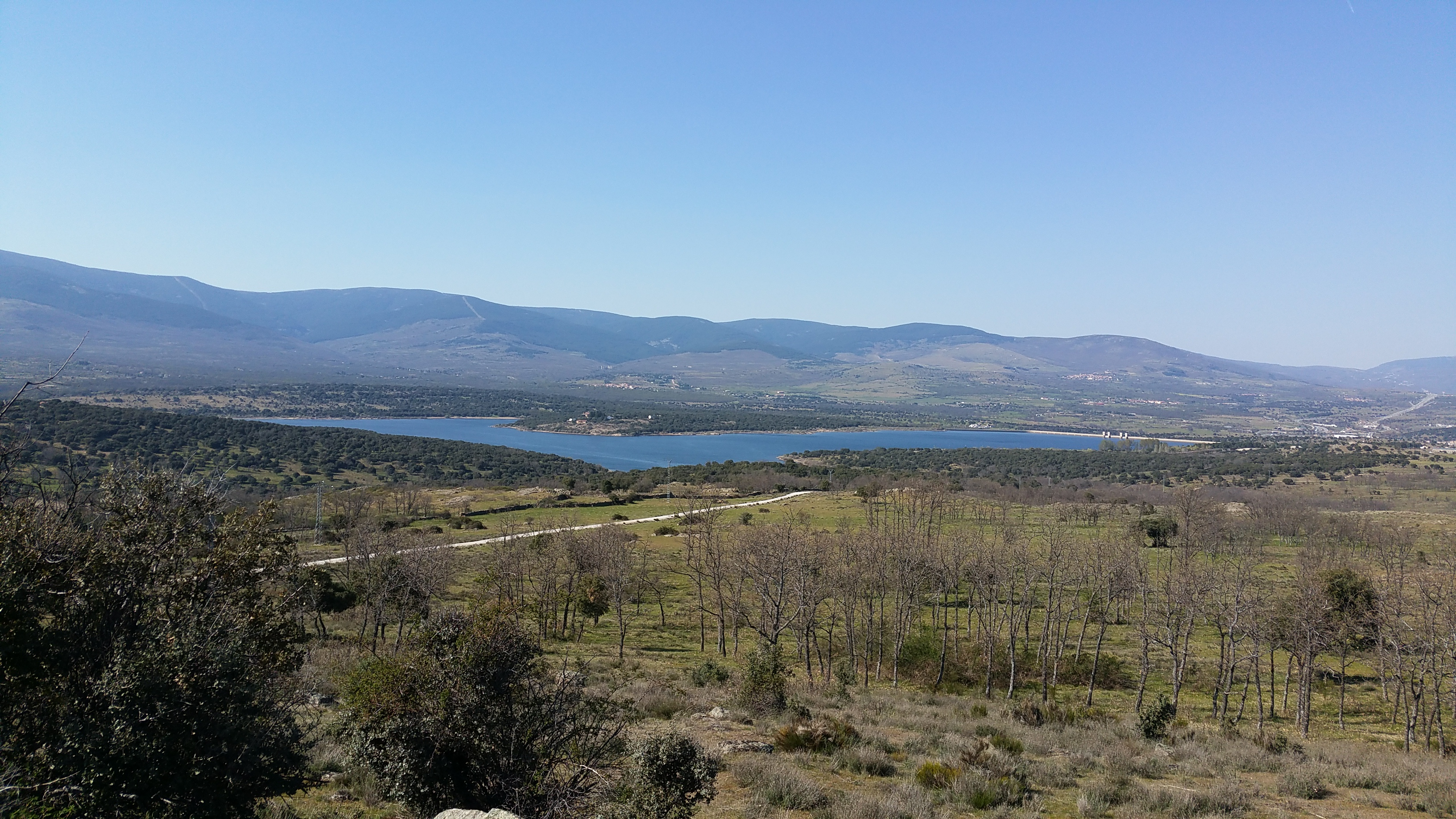
Vista del embalse desde el sur.

En un principio se valoró un emplazamiento más próximo a la cabecera de la cuenca, pero finalmente se escogió como lugar para construir la nueva presa un área del valle comprendida entre las localidades de Lozoya y Buitrago del Lozoya, porque así se inundaban unos terrenos de menor valor que los de la vega de Pinilla, lo cual habría supuesto una expropiación más cara y un problema social que desaparecía con la opción de Riosequillo.
En 1947 se aprobó el proyecto, pero debido a las restricciones presupuestarias la presa no entró en servicio hasta 1958. El coste final de la obra ascendió a más de 100 millones de pesetas. En su construcción se emplearon presos represaliados del franquismo.
En 1994 se puso en servicio una minicentral eléctrica, construida en los años anteriores a pie de presa, que permite generar energía  al turbinar el agua al verterla al río.

## Detalles técnicos
La presa tiene más de 1 km (1060 m) de longitud, siendo una de las más largas de toda España. El muro es de gravedad con fábrica de cemento, hormigón y remates de sillería, y tiene una altura de 56 m. Puede almacenar hasta 50 hm³ de agua y el lago artificial que produce puede llegar a alcanzar los 26 km de ribera.

## Turismo

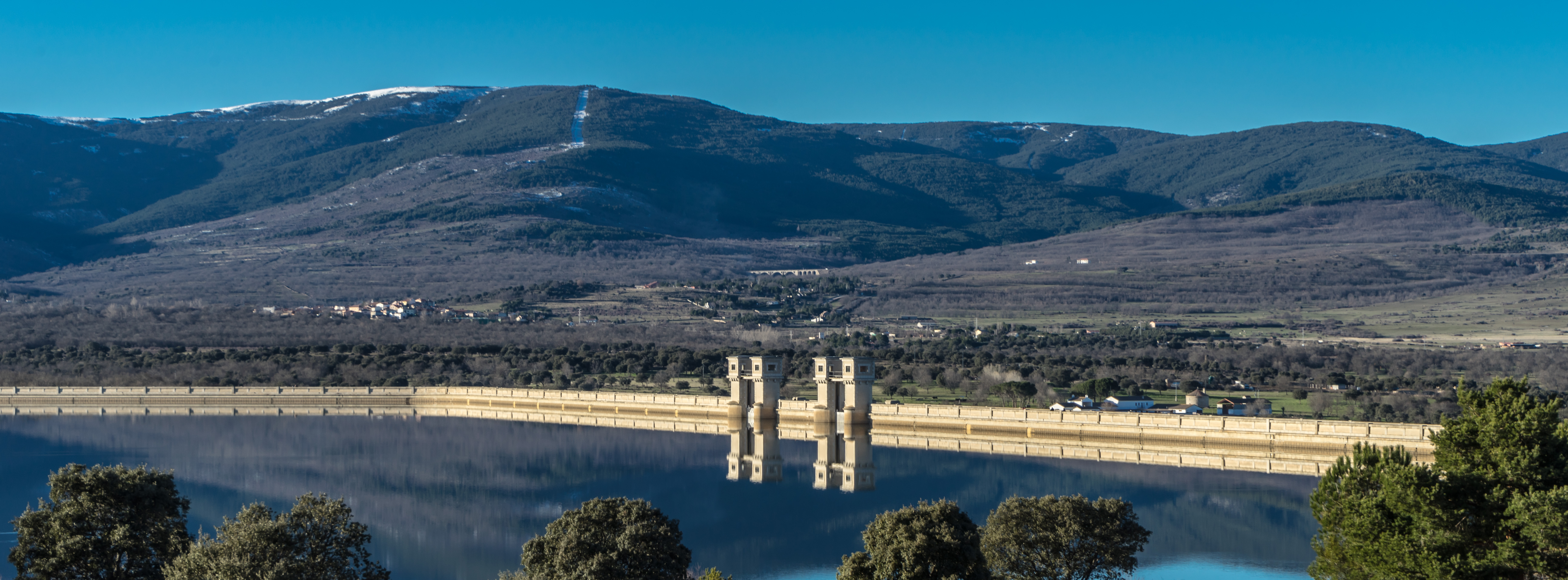
Vista del embalse

En 1994 y con el fin de evitar el creciente número de bañistas en su red de embalses, el Canal de Isabel II toma la iniciativa de redactar y ejecutar un Proyecto de Área Recreativa en la margen derecha del embalse de Riosequillo, a tres kilómetros de Buitrago del Lozoya, en unos terrenos degradados, carentes de vegetación y con cárcavas de erosión.
La consecución de este proyecto dio lugar al área recreativa de Riosequillo, un complejo de 95 000 m² con capacidad para 2000 personas. En él se encuentra la que, con sus 4500 m² de superficie, es la piscina natural más grande de España. Además de la piscina, el área recreativa cuenta también con modernas instalaciones, aparcamiento, espacios verdes, pistas deportivas, zonas infantiles, áreas de descanso y un más que interesante jardín botánico con 239 especies vegetales diferentes.